# أليخاندرو ويليامز
أليخاندرو ليونيل وليامز كورديرو (المولود في 28 أكتوبر 1969) هو طبيب أسنان وسياسي من جمهورية الدومينيكان. كما شغل منصب سيناتور لمقاطعة سان بيدرو دي ماكوريس.
حصل ويليامز على درجة الدكتوراه في الطب من جامعة سنترال دل إستي. هاجر وبعد ذلك إلى الولايات المتحدة وفتح عيادة الأسنان في برونكس. أدى التوسع في أعماله إلى أن يكون لديه ثمانية عيادات في جميع أنحاء مدينة نيويورك.
في مايو 2006، انتُخب وليامز ليشغل منصب سيناتور سان بيدرو دي ماكوريس بنسبة 50.46٪ من الأصوات، متغلبًا على خوسيه حازم فرابيير، مرشح الحزب الإسباني المسيحي الاجتماعي، وريث الإمبراطورية الاقتصادية التي تضم ويليامز ألما ماتر.
تميزت ولاية وليامز بانخفاض المشاركة في الاجتماعات واللجان، والتي أصبحت بحلول عام 2008 شبه معدومة. في عام 2009، بالقرب من نهاية ولايته، وجد وليامز نفسه في جدل حول ضعف حضوره لدورات مجلس الشيوخ. خضع ويليامز للتحقيقات في مجلس شيوخ الولايات المتحدة بسبب الغش المزعوم في الرعاية الطبية؛  وأودت تلك الاتهامات المُوجهة من قبل المعارضة إلى إبعاده عن منصبه. رفض حزبه ترشيحه للانتخابات البرلمانية لعام 2010، كما طره من الحزب.
ترشح ويليامز لعضوية مجلس الشيوخ في سان بيدرو دي ماكوريس كمرشح للحزب الثوري المستقل، لكنه حصل على 2.26٪ من الأصوات.